# 오리엔탈 바이컬러
오리엔탈 바이컬러(Oriental bicolor)는 장모 또는 단모를 가진 오리엔탈 쇼트헤어로 털에 흰 반점 유전자에 의해 생긴 흰 부분이 있다. 대부분의 고양이 단체에서 오리엔탈 바이컬러는 표준화된 품종이 아니라 주로 오리엔탈 쇼트헤어의 일종으로 인정한다. 하나의 품종 등록소는 예외인데, 영국에 본부를 둔 고양이 애호가 관리 협회(GCCF)는 이들을 별도의 품종인 오리엔탈 바이컬러로 정의했다.

## 외형
오리엔탈 바이컬러는 길고 가느다란 몸과 끝이 가늘어지는 채찍 모양의 꼬리를 가진 오리엔탈 타입의 고양이이다. 크고 넓은 귀를 가지고 있으며, 눈은 녹색을 띠지만 푸른 눈을 가진 품종은 예외이다. 단모의 털은 날렵하고 촘촘하며 윤기가 나는 반면, 장모의 털은 곱고 비단결처럼 가늘며, 두꺼운 속털 없이 반듯하게 누워 꼬리에 잔털을 형성한다. 샴과 오리엔탈에서 볼 수 있는 모든 색상은 허용되지만, 품종의 특징은 항상 흰 반점이 있다는 것이다. 고양이의 등에 비해 하체와 다리에는 항상 흰색이 더 많이 분포한다. 이 때 이 종의 특징은 우성인 백색 반점 유전자에 의해 발생한다.